# Wilton Felder
Wilton Felder (31. srpna 1940 Houston, Texas, USA) – 27. září 2015) byl americký saxofonista a baskytarista. V roce 1960 byl zakládajícím členem skupiny The Jazz Crusaders, která se později přejmenovala na The Crusaders a Felder v ní působil i poté. Spolupracoval rovněž s hudebníky, jako jsou Milt Jackson (Memphis Jackson, 1970), Jimmy Smith (Root Down, 1972), John Cale (Paris 1919, 1973) nebo Dizzy Gillespie (Free Ride, 1977) a další. Rovněž vydal několik sólových alb. Zemřel roku 2015 ve věku 75 let.